# Bromometano
O composto químico bromometano ou brometo de metila, é um composto orgânico halogenado com fórmula química CH3Br. É um gás incolor, com suave aroma a clorofórmio, não inflamável.  Suas propriedades químicas são bastante similares às do clorometano. Nomes comerciais do bromometano são Embafume, Bromometano, e Terabol, entre outros.

## Origem
O brometo de metila tem origem tanto natural como sintética.  Se produz naturalmente no oceano, por algas da ordem das Laminariales.  Também por plantas terrestres, como várias do gênero das brassicas. Em sua maior parte é produzido pelo oceano. Na indústria se produz reagindo metanol com ácido bromídrico.
CH3OH + HBr → CH3Br + H2O [1]
No laboratório se obtém adicionando ácido sulfúrico a uma mistura de metanol e brometo de sódio (pelo que se forma ácido bromídrico):
2NaBr + H2SO4 → Na2SO4 + 2HBr
E este ácido bromídrico produzido que irá reagir com o metanol como em [1].
É obtido também por reação do bromo com metanol em presença de fósforo branco, ou ainda por reação do metanol com o tribrometo de fósforo (PBr3), por processo similar a de outros halogenetos de alquila, por meio dos halogenetos de fósforo, como o tricloreto de fósforo (PCl3) ou o pentacloreto de fósforo (PCl5).

## Usos
Com o Protocolo de Montreal sua produção e uso foi descontinuado em etapas. Era amplamente usado como inseticida e nematicida com efeito fungicida, acaricida, rodenticida, herbicida (sementes em germinação). Se utilizava para desinfetar e esterilizar solos (matava sementes de todas as spp.), fumigar cereais, proteger mercadoria armazenada, desinfectar depósitos e moinhos (em especial contra o gorgulho dos grãos e a traça da farinha) como gás não combinado ou combinado com dióxido de carbono e/ou dibrometo de etilideno. Ainda que o bromometano seja perigoso de usar, é consideravelmente mais seguro e mais efetivo que os outros poucos esterilizantes de solo disponíveis.  Seu desaparecimento na indústria de germoplasma vegetal resultou em mudanças das práticas  culturais, incrementando as tarefas mecânicas de solo. O bromometano era muito usado como fumigante multipropósito  para matar variedades de pestes: ratos, insetos, fungos. O ISPM 15 de regulações serve quando se exporta em "packaging" de madeira a certos países. Também era um bom solvente para extração de óleos de sementes e de lãs.
O Protocolo de Montreal tem restringido severamente o uso de brometo de metilo internacionalmente, os EUA  conseguiram retardar seu uso com exceções.  Em 2004, dados disponíveis, 3.200 tons de bromometano se aplicaram nada mais que no Estado da Califórnia, (California Department of Pesticide Regulation). Para o mesmo ano, toda Argentina usou 870 tons.

## Diminuição da camada de ozônio
O bromometano é um dentre uma lista de substâncias redutoras do ozônio estratosférico no Protocolo de Montreal. Como o bromo é 60 vezes  mais destruidor do ozônio que o cloro, quantidades menores de brometo de metilo causam consideráveis danos à camada de ozônio. Em 2005 e em 2006, seguem existindo exceções sob o Protocolo de Montreal.

## Controvérsia
O bromometano é usado para preparar campos de golf, esterilizando-os antes de replantar spp. de pastos. Particularmente para controlar Cynodon dactylon (pasto Bermuda, chepica, capim). O Protocolo de Montreal estipula que o bromometano deve descontinuar-se progressivamente. O governo dos EUA tem adotado exceções para prevenir desarmonias de mercado.

## Toxicidade
Se inala-se uma alta concentração em breve período, produz enxaqueca, enjoo, vertigem, náusea, vômito, debilidade; pode acompanhar-se de excitação mental, convulsões, e manias agudas. Mais tempo de inalação de mais baixas concentrações causam bronquite e pneumonia.
O líquido agride a pele, produzindo irritação e enrugamento, e aparecem bolhas durante as horas seguintes após o contato. Tanto o líquido como seus vapores atacam severamente os olhos.
Os níveis de exposição letais variam de 1.600 a 60.000 ppm, dependendo da duração do contato.
Os efeitos respiratórios, renais e neurológicos são os mais presentes em humanos. Não há casos de graves efeitos sobre o sistema nervoso de exposições de longa duração ou de baixos níveis registrados em pessoas, ainda que estudos em coelhos e em macacos mostram moderadas a severos danos.